# 宮澤裕樹
宮澤 裕樹（みやざわ ひろき、1989年6月28日 - ）は、北海道伊達市出身のプロサッカー選手。Jリーグ・北海道コンサドーレ札幌所属。ポジションはミッドフィールダー（MF）。
2008年のプロデビュー以来、北海道コンサドーレ札幌（コンサドーレ札幌）一筋のバンディエラ。

## 来歴
5歳上の兄の影響で大沢小学校2年生からサッカーを始める。中学時代は地元のクラブチーム大沢FCでプレー。高校は地元の室蘭大谷高校（現北海道大谷室蘭高等学校）に進学。「本気でサッカーをするなら室蘭大谷」と考えていたという。

### 室蘭大谷高校
1年生よりレギュラーポジションを獲得する。次第に全国からも注目される存在になり、チャンスメイク能力、卓越した足元の技術、突出した得点能力から「北の大砲」「北海の爆撃機」という愛称も付けられた。
2006年、2年生時にはエースとして第85回全国高等学校サッカー選手権大会に出場しベスト16。自身は大会優秀選手に選出された。この頃から世代別代表にも呼ばれるようになりそこでもエース格の働きを見せ、当時J2で地元の札幌をはじめ、J1の浦和、磐田、鹿島などの当時J1強豪クラブのスカウトも宮澤に関心を示した。
2007年、3年生になると主将に任命され、世代別代表での活躍もあり前年以上の活躍を期待される中第86回全国高等学校サッカー選手権大会に2年連続出場。1回戦で丸谷拓也擁する境をPK戦の末に下す。2回戦で河井陽介、村松大輔らを擁しこの大会で準優勝する藤枝東と対戦し1-4で敗れた。

### コンサドーレ札幌
早くから複数のJクラブが宮澤の獲得に関心を示す中、最終的に鹿島との獲得競争の末、2007年12月10日にコンサドーレ札幌が獲得を発表した。背番号は25を与えられた。室蘭大谷高校から高卒新人で札幌入りしたのは2002年の阿部哲也以来となる。同期入団で同じく高卒新人の選手にはU-18日本代表時代に共にプレーした経験を持つ横野純貴、堀田秀平がいる。
2008年、プロ1年目は当時の監督三浦俊也の意向もあり早くから出場機会を掴んだが、度重なる負傷の影響もありシーズンを通して公式戦10試合に出場し1得点に留まる。5月10日J1第12節大宮戦で初の先発出場を果たし勝利に貢献、続く5月17日のJ1第13節名古屋戦では左足でミドルシュートを決めプロ初ゴールを挙げた。また、この年はU-19日本代表にもコンスタントに招集されAFC U-19選手権に出場した。
2009年は背番号を11に変更。この年から監督に就任した石崎信弘の信頼を勝ち取り、主力としてシーズンを通して公式戦45試合に出場し5ゴールを挙げた。持ち前の広い視野と独特のパスセンスを重用され中盤での起用が多く目立った。U-20日本代表にも招集され第5回東アジア競技大会に出場した。
2010年は、かつて山瀬功治、フッキ、ダヴィら札幌の歴代のエース選手が付けた背番号10を与えられ、同時にこの年からミッドフィールダー登録に変更した。開幕戦から先発出場を果たしシーズンを通して中盤を構成する主力として活躍。フォワードでの起用も多くの試合で見られた。
2011年は、上里一将がFC東京に期限付き移籍、芳賀博信が怪我で長期離脱、また、この年にボランチとして加入したブルーノが振るわなかった事もあって、同じくこの年に移籍加入した河合竜二と共にシーズンを通して多くの試合でダブルボランチを組みJ1昇格に貢献した。
2012年は宮澤のプロキャリアで初めてゴールを挙げられない年となる。この年に移籍加入した山本真希と河合竜二がダブルボランチを組む機会が増えシーズン序盤は多くの試合で控えメンバーに回った。シーズン中盤に入ると多くの試合で出場機会を得たものの、9月29日J1第27節川崎戦でチームのJ2降格が決定すると、シーズン終盤には監督の石崎信弘の意向によりセンターバックで先発出場する試合が多く見られた。
2016年は前年まで5年間キャプテンを務めた河合竜二からの推薦もありキャプテンに就任した。
2017年、生え抜きとしては初めての10年連続在籍選手となる。第10節大宮戦でJ1で9年ぶりに得点した。
2021年、J1リーグ第2節の名古屋グランパス戦でJリーグ通算400試合出場を達成。

## 所属クラブ
- 大沢サッカー少年団
- 室蘭大沢FC
- 室蘭大谷高等学校
- 2008年 -  北海道コンサドーレ札幌

## 個人成績
| 国内大会個人成績 | 国内大会個人成績 | 国内大会個人成績 | 国内大会個人成績 | 国内大会個人成績 | 国内大会個人成績 | 国内大会個人成績 | 国内大会個人成績 | 国内大会個人成績 | 国内大会個人成績 | 国内大会個人成績 | 国内大会個人成績 |
| 年度             | クラブ           | 背番号           | リーグ           | リーグ戦         | リーグ戦         | リーグ杯         | リーグ杯         | オープン杯       | オープン杯       | 期間通算         | 期間通算         |
| 年度             | クラブ           | 背番号           | リーグ           | 出場             | 得点             | 出場             | 得点             | 出場             | 得点             | 出場             | 得点             |
| 日本             | 日本             | 日本             | 日本             | リーグ戦         | リーグ戦         | リーグ杯         | リーグ杯         | 天皇杯           | 天皇杯           | 期間通算         | 期間通算         |
| ---------------- | ---------------- | ---------------- | ---------------- | ---------------- | ---------------- | ---------------- | ---------------- | ---------------- | ---------------- | ---------------- | ---------------- |
| 2008             | 札幌             | 25               | J1               | 6                | 1                | 2                | 0                | 0                | 0                | 8                | 1                |
| 2009             | 札幌             | 11               | J2               | 43               | 5                | -                | -                | 2                | 0                | 45               | 5                |
| 2010             | 札幌             | 10               | J2               | 28               | 2                | -                | -                | 2                | 0                | 30               | 2                |
| 2011             | 札幌             | 10               | J2               | 34               | 4                | -                | -                | 0                | 0                | 34               | 4                |
| 2012             | 札幌             | 10               | J1               | 23               | 0                | 3                | 0                | 1                | 0                | 27               | 0                |
| 2013             | 札幌             | 10               | J2               | 33               | 2                | -                | -                | 1                | 0                | 34               | 2                |
| 2014             | 札幌             | 10               | J2               | 41               | 1                | -                | -                | 0                | 0                | 41               | 1                |
| 2015             | 札幌             | 10               | J2               | 39               | 5                | -                | -                | 1                | 0                | 40               | 5                |
| 2016             | 札幌             | 10               | J2               | 31               | 1                | -                | -                | 1                | 0                | 32               | 1                |
| 2017             | 札幌             | 10               | J1               | 30               | 2                | 3                | 0                | 0                | 0                | 33               | 2                |
| 2018             | 札幌             | 10               | J1               | 28               | 1                | 0                | 0                | 2                | 0                | 30               | 1                |
| 2019             | 札幌             | 10               | J1               | 30               | 1                | 7                | 0                | 1                | 0                | 38               | 1                |
| 2020             | 札幌             | 10               | J1               | 32               | 1                | 2                | 0                | -                | -                | 34               | 1                |
| 2021             | 札幌             | 10               | J1               | 29               | 0                | 5                | 0                | 0                | 0                | 34               | 0                |
| 2022             | 札幌             | 10               | J1               | 25               | 3                | 3                | 0                | 1                | 0                | 29               | 3                |
| 2023             | 札幌             | 10               | J1               | 27               | 0                | 3                | 0                | 2                | 0                | 32               | 0                |
| 2024             | 札幌             | 10               | J1               | 21               | 1                | 1                | 0                | 1                | 0                | 23               | 1                |
| 2025             | 札幌             | 10               | J2               |                  |                  |                  |                  |                  |                  |                  |                  |
| 通算             | 日本             | 日本             | J1               | 251              | 10               | 29               | 0                | 8                | 0                | 265              | 9                |
| 通算             | 日本             | 日本             | J2               | 249              | 20               | 0                | 0                | 7                | 0                | 256              | 20               |
| 総通算           | 総通算           | 総通算           | 総通算           | 500              | 30               | 29               | 0                | 15               | 0                | 544              | 30               |

- Jリーグ初出場 - 2008年5月3日 J1第10節　vs 京都サンガF.C. (西京極陸上競技場)
- Jリーグ初得点 - 2008年5月17日 J1第13節 vs 名古屋グランパス (札幌ドーム)

## タイトル

### クラブ
北海道コンサドーレ札幌
- J2リーグ（2016年）

### 個人
- 札幌ドームMVP賞（2015年）

## 代表歴
- U-17日本代表 (2006年)
- U-18日本代表 (2007年)
- U-19日本代表 (2008年)
- U-20日本代表 (2009年)

## 備考
1. ↑  2010コンサドーレ札幌 契約合意選手について(12/29現在)[リンク切れ]